# Balpataka
Balpataka (szlovákul: Babin Potok) Ternye község része, egykor önálló falu Szlovákiában, az Eperjesi kerület Eperjesi járásában.

## Fekvése
Eperjestől 16 km-re északra, Ternye központjától 2 km-re északnyugatra található.

## Története
A 18. század végén Vályi András így ír róla: „BÁLPATAKA. Tót falu Sáros Vármegyében, birtokosai több Uraságok, lakosai katolikusok, fekszik Ternyének szomszédságában, mellynek filiája, Eperjestöl mintegy két mértföldnyire. Határja középszerű termékenységű, réttye, legelője, fája van, de piatzozása meszsze lévén, második Osztálybéli.”
Fényes Elek 1851-ben kiadott geográfiai szótárában így ír a faluról: „Bálpataka, tót-orosz falu, Sáros vármegyében, Ternyéhez 1/2 órányira: 64 r., 52 g. kath., 30 zsidó lak. F. u. Bálpataky nemz. Ut. p. Bártfa.”
1910-ben 118, túlnyomórészt szlovák lakosa volt. 1920 előtt Sáros vármegye Kisszebeni járásához tartozott.

## Lásd még
- Ternye
- Radoskő